# Kurt Grobecker

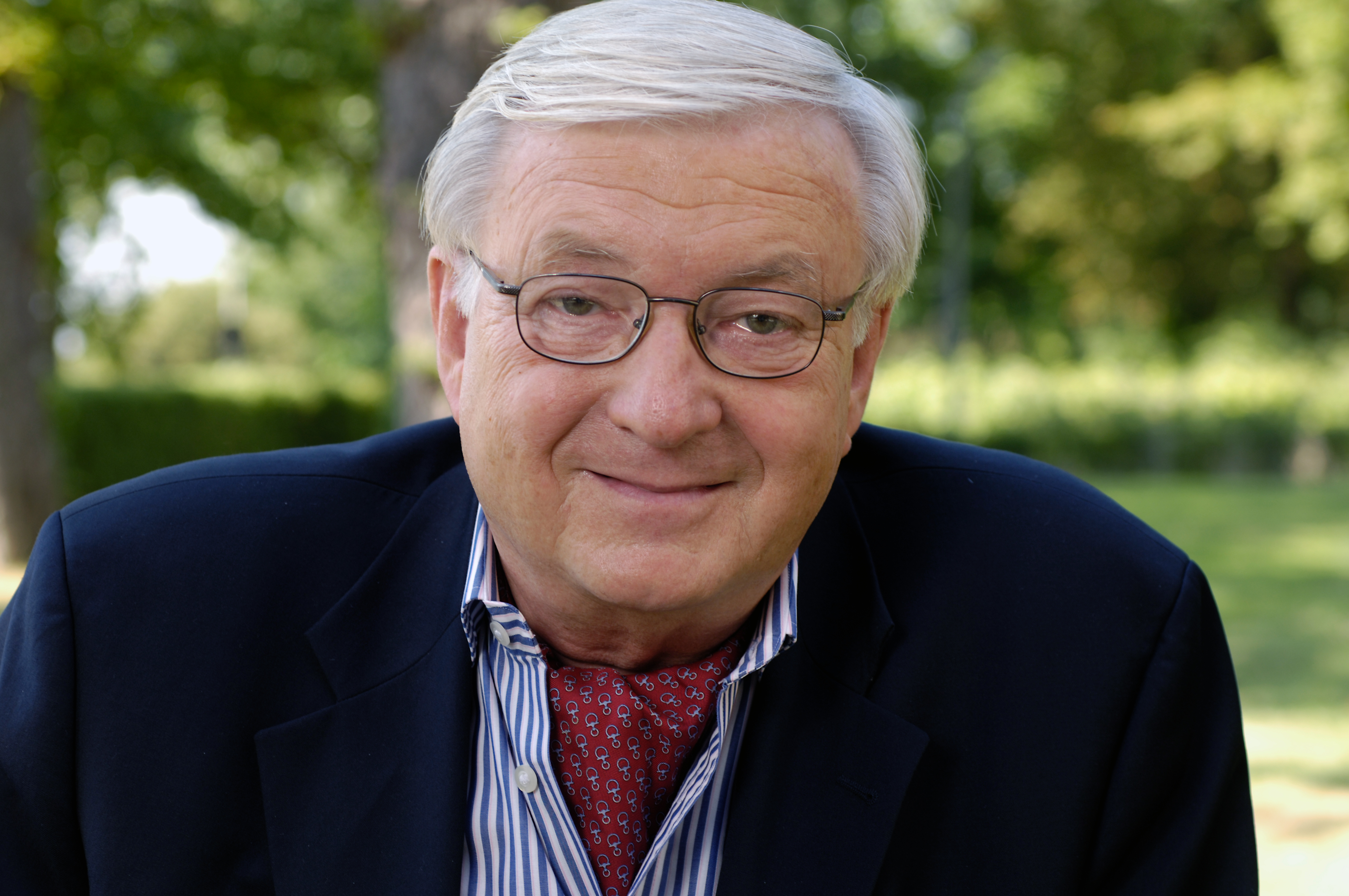
Kurt Grobecker (2006)

Kurt Grobecker (* 22. Februar 1936 in Hamburg; † 16. Mai 2020 ebenda) war ein deutscher Journalist, Hörfunkmoderator, Autor und Hamburg-Chronist. Bekannt geworden ist er durch seine dreißigjährige Tätigkeit als Reporter und Redakteur beim Norddeutschen Rundfunk sowie die Veröffentlichung von rund 140 Büchern, hauptsächlich über die Geschichte seiner Heimatstadt Hamburg und zum Thema Schifffahrt.

## Leben und Werk
Kurt Grobecker absolvierte nach der Mittleren Reife eine Schriftsetzerlehre in Hamburg. Nach dem Abitur am Abendgymnasium folgte das Studium der Politik, Soziologie, Wirtschaftstheorie und Wirtschafts- und Sozialgeschichte in Hamburg und London. Anschließend wurde er Leiter der Presseabteilung des Hamburger Hafens.
Seit 1970 arbeitete Grobecker als Redakteur beim NDR, wo er zunächst als fliegender Reporter des NDR-Verkehrsstudios aus einem ADAC-Flugzeug heraus das Geschehen auf den norddeutschen Straßen aus der Vogelperspektive beobachtete und durch das „ADAC 25“ zu seinem Markenzeichen wurde.
Ab 1980 bis zu seiner Pensionierung leitete er das Ressort „Hafen- und hamburgische Geschichte“ und war für das „Hamburger Hafenkonzert“ verantwortlich, die seit 1929 ausgestrahlte älteste noch bestehende Live-Hörfunksendung der Welt. Seine weltweiten Einsätze für das „Hamburger Hafenkonzert“ führten ihn bis nach London und Kopenhagen, Sydney und Shanghai, nach Valparaiso, Namibia und in die Karibik.

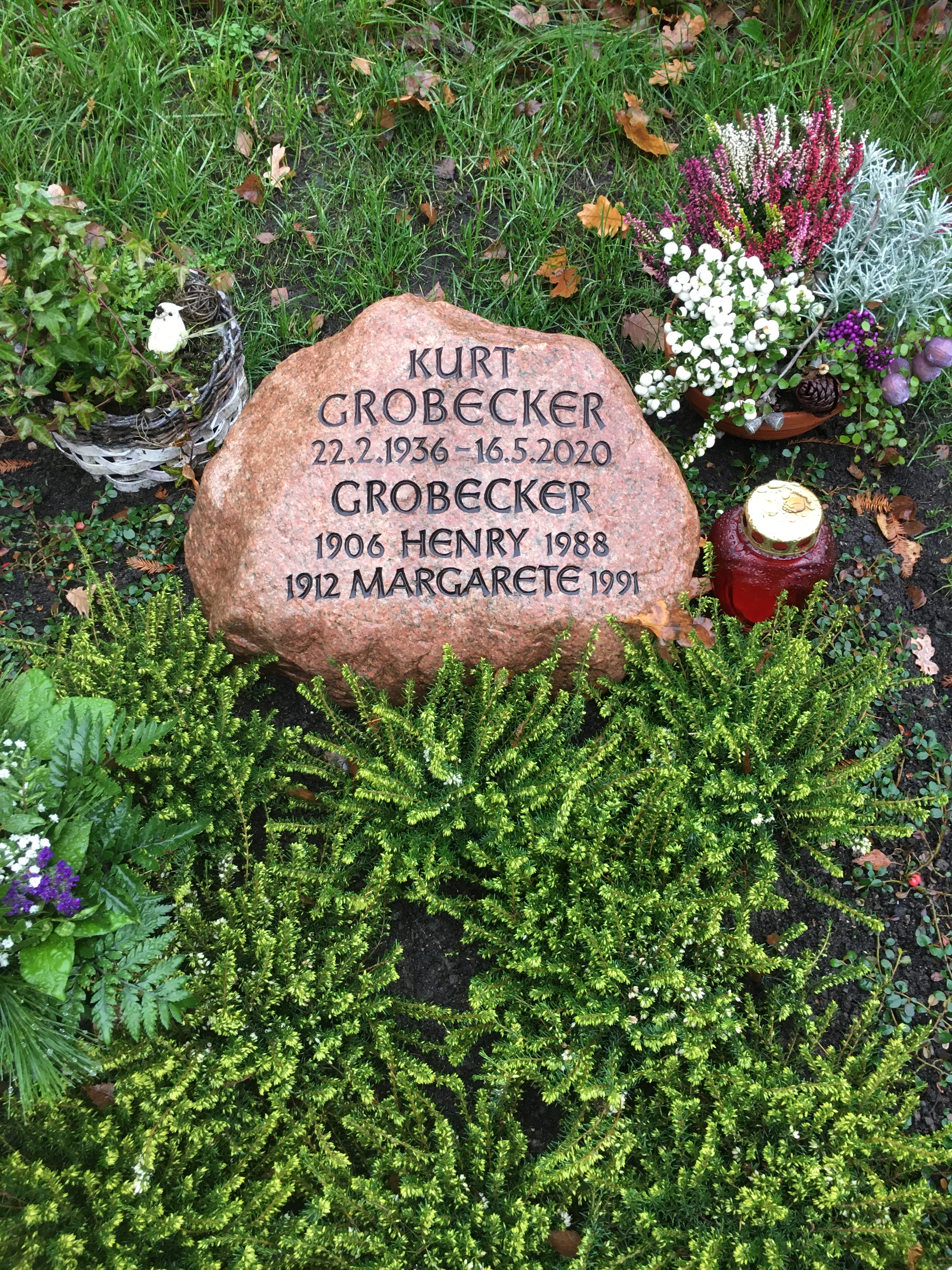
Grabstätte Kurt Grobecker auf dem Friedhof Ohlsdorf

Seit 1972 veröffentlichte Grobecker rund 140 Bücher, die vor allem Schifffahrt und Regionalgeschichte zum Thema haben. In seinen ersten Büchern widmete er sich u. a. der Hanseatin sowie hanseatischen Lebensweisheiten und der Geschichte des Hamburger Hafens. Sein Wissen über die Hansestadt Hamburg verarbeitete der Rundfunkreporter hauptsächlich in historischen Feuilletons und „Hamburgensien“. Dazu gehören zum Beispiel seine Denkwürdigkeiten und Merkwürdigkeiten aus der Geschichte Hamburgs, die Alstergeschichten, Elbegeschichten, die Rathausgeschichten und die Kirchengeschichten. Darüber hinaus veröffentlichte er mit Manchmal war es sogar komisch … biografische Skizzen, in denen er die Jahre 1941 bis 1948 aufarbeitet – die härtesten Jahre des Krieges und die Jahre des mühsamen Neuanfangs nach Chaos und Zerstörung in Hamburg. In einem weiteren biografischen Buch On Air schildert Grobecker seine Erlebnisse als Reporter beim Norddeutschen Rundfunk und skizziert einige seiner Weggefährten, die ihrerseits Rundfunkgeschichte geschrieben haben, allen voran sein Lehrmeister Hermann Rockmann.
Darüber hinaus war Grobecker als freier Redakteur tätig und verfasste regelmäßig Beiträge u. a. für den Hamburger Klönschnack und das Magazin Hanse-Art.
Seine letzte Ruhestätte fand Kurt Grobecker auf dem Hamburger Friedhof Ohlsdorf im Planquadrat PA 3 oberhalb des Prökelmoors.

## Auszeichnungen
- 1974: Silver Award beim International Film & TV Festival of New York als Autor für den Studio Hamburg-Film „Prüfung lebenslänglich“, der die Ausbildung von Piloten bei der Deutschen Lufthansa Anfang der 1970er Jahre dokumentiert.

## Veröffentlichungen (Auswahl)
- Herb und süß in einem. Zehn Lektionen zu Nutz und Frommen der Damen in den Hansestädten Hamburg, Lübeck und Bremen. LN Verlag, Lübeck 1976, ISBN 978-3-9219-0923-2.
- Neptun, Merkur & Cons. und andere Glossen. Hans Christians Verlag, Hamburg 1977, ISBN 978-3-7672-0512-3.
- Hanseatisches Damenbrevier und immerwährendes Merkbüchlein. LN Verlag, Lübeck 1977, ISBN 978-3-8749-8168-2.
- Schicksale auf hoher See. Bildreportagen aus dem vergangenen Jahrhundert. Hoffmann und Campe, Hamburg 1980, ISBN 978-3-4550-8846-5.
- … mehr als ein Haufen Steine. Hamburg 1945-1949. Ernst Kabel Verlag, Hamburg 1981, ISBN 978-3-9219-0980-5.
- Helgoland. Bildreportagen aus dem vergangenen Jahrhundert. Hoffmann & Campe, Hamburg 1982, ISBN  978-3-4550-8896-0.
- Passat - Das abenteuerliche Leben eines Windjammers. Lübecker Nachrichten GmbH, Lübeck 1982, ISBN 978-3-8749-8321-1.
- Klug sind sie alle - plietsch muß man sein. Hanseatische Lebensregeln. Ernst Kabel Verlag, Hamburg 1985, ISBN 978-3822500101. 2. Auflage 1995, ISBN 978-3-8225-0359-1.
- Sea Cloud. Legende unter weißen Segeln. Edition Die Barque / DSV-Verlag, Hamburg 1986, ISBN 978-3-8924-2102-3; 2. Auflage 1991, ISBN 978-3-8924-2128-3; 3. Auflage 1998, ISBN 978-3-8841-2252-5; 4. überarbeitete und erweiterte Auflage, IFOVA-Verl.-Ges., München 2009, ISBN 978-3-9292-1302-7.
- Die Erotik der Hanseaten. Ernst Kabel Verlag, Hamburg 1987, ISBN 978-3-8225-0067-5.
- Hanseatisches Herrenbrevier. Kleine Lebenshilfe für hanseatische Mannsbilder nebst nützlichen Anweisungen für den Umgang mit Frauenzimmern und Abhandlungen zur Beförderung des Wissens. LN Verlag, Lübeck 1988, ISBN 978-3-8749-8191-0.
- Denkwürdigkeiten und Merkwürdigkeiten aus der Geschichte Hamburgs. Ernst Kabel Verlag, Hamburg 1991, ISBN 978-3-8225-0168-9.
- Neue Denkwürdigkeiten und Merkwürdigkeiten aus der Geschichte Hamburgs. Ernst Kabel Verlag, Hamburg 1993, ISBN 978-3-8225-0252-5.
- Hamburger Sternstunden – Aus der Sendereihe Stichtag auf der NDR-Hamburg-Welle 90,3. Ernst Kabel Verlag, Hamburg 1995, ISBN 978-3-8225-0340-9.
- Hamburg amüsiert sich – Aus der Sendereihe Stichtag auf der NDR-Hamburg-Welle 90,3. Ernst Kabel Verlag, Hamburg 1996, ISBN 978-3-8225-0382-9.
- Hamburger Hafenkonzert: Geschichten um eine erfolgreiche Radiosendung. DSV, Hamburg 1996, ISBN 978-3-8841-2250-1.
- Louis C. Jacob, zwei Jahrhunderte Restaurant- und Hotel-Geschichte. Ernst Kabel Verlag, Hamburg 1996, ISBN 978-3-8225-0393-5.
- Ku'damm No. 27 – Kempinski Hotel Bristol Berlin. Hrsg. Kempinski Hotel Bristol Berlin (deutsch, englisch), Faber Verlag, München 1997.
- Denkwürdigkeiten aus der Geschichte Hamburgs. Band 3. Ernst Kabel Verlag, Hamburg 1997, ISBN 978-3-8225-0410-9.
- Hanse zur See – Als Pfeffersäcke nach der Weltmacht griffen. DSV, Hamburg 1998, ISBN 978-3-8841-2280-8.
- mit Eberhard Petzold: Hamburg vom Turm. Rasch und Röhrig Verlag, Hamburg 1998, ISBN 3-8913-6692-2; 2. neu bearbeitete Auflage mit einem Vorwort von Ralph Giordano,  Convent Verlag, Hamburg 2005, ISBN 3-9346-1391-8.
- Das Atlantic-Hotel zu Hamburg 1909–1999. Kempinski-Hotel Atlantic (Hrsg.), Faber Verlag, München 1999.
- mit Kerstin von Stürmer: Hamburg skandalös, Convent Verlag, Hamburg 2000, ISBN 978-3-9346-1301-0.
- Das HANSE-Lesebuch. Covent Verlag, Hamburg 2001, ISBN 978-3-9346-1314-0.
- mit Kerstin von Stürmer: Sea Cloud II. Convent Verlag, Hamburg 2003, ISBN 978-3-9346-1352-2.
- Hafen Hamburg - Sechs Jahrzehnte Erfolgsgeschichte. Koehlers Verlagsgesellschaft, Hamburg 2004, ISBN 978-3-7822-0906-9.
- mit Eberhard Petzold: SCOT 8000 – Tanker der Zukunft. Protokoll einer Mittelmeerfahrt. Convent Verlag, Hamburg 2004, ISBN 978-3-9346-1378-2.
- Manchmal war es sogar komisch...: Episoden aus Hamburgs schwersten Jahren 1941 bis 1948. Convent Verlag, Hamburg 2004, ISBN 978-3-9346-1379-9; 2 erweiterte Auflage bei Edition Temmen, Bremen 2015, ISBN 978-3-8378-2032-4.
- Hamburgs stolze Fregatten gegen die Korsaren: Konvoischifffahrt im 17. Jahrhundert. Medien-Verlag Schubert, Hamburg 2007, ISBN 978-3-9378-4312-4.
- St. Pauli Geschichten. Convent Verlag 2007, Hamburg, ISBN 978-3-8663-3008-5.
- Die besten Geschichten aus Hamburgs Geschichte. Convent Verlag, Hamburg 2008, ISBN 978-3-8663-3016-0.
- mit Michael Pasdzior: Hamburg leuchtet - Die Hansestadt zur Blauen Stunde. Medien-Verlag Schubert, Hamburg 2008, ISBN 978-3-9378-4320-9.
- mit Eberhard Petzold: Gastanker der Zukunft. Unterwegs von Java nach Taiwan. Medien-Verlag Schubert, Hamburg 2009, ISBN 978-3-9378-4310-0.
- Alstergeschichten: Kleine Laudatio auf Hamburgs große Liebe. Edition Temmen, Bremen 2011, ISBN 978-3-8378-2018-8.
- Elbegeschichten: Eine Hommage an Hamburgs Lebensader. Edition Temmen, Bremen 2012, ISBN 978-3-8378-2024-9.
- ON AIR - als Reporter unterwegs für den Norddeutschen Rundfunk. Medien-Verlag Schubert, Hamburg 2012, ISBN 978-3-9378-4333-9.
- Das Grand Hotel Taschenbergpalais zu Dresden. Hrsg. Das Grand Hotel Taschenbergpalais Kempinski, Dresden 2012.
- Rathausgeschichten: Wissenswertes und Amüsantes aus dem Hamburger Machtzentrum. Edition Temmen, Bremen 2013, ISBN 978-3-8378-2019-5.
- Kirchengeschichten: Unglaublich-Glaubwürdiges von gottesfürchtigen und unfrommen Hanseaten. Edition Temmen, Bremen 2014, ISBN 978-3-8378-2033-1.

## Brett- und Kartenspiele
- 1994: Das Hamburg Spiel, Edition Maritim GmbH, ISBN 978-3892251651.
- 1997: Das Hamburg Spiel - 300 Ergänzungsfragen, Edition Maritim GmbH, ISBN  978-3892251675.